# علی‌بابا بابایی
علی‌بابا بابایی (فرزند بابا زاده ۱۳۲۳ اسفراین) سیاستمدار ایرانی است که در انتخابات میان‌دوره‌ای دوره اول مجلس شورای اسلامی در سال ۱۳۶۱ به جای محمدحسن طیبی به‌عنوان‌ نماینده اسفراین به مجلس راه یافت که در انفجار دفتر حزب جمهوری اسلامی در هفتم تیر ۱۳۶۰ کشته شده بود. در دوره دوم مجلس شورای اسلامی نیز نماینده همین حوزه انتخابیه خراسان شمالی (اسفراین) بود.
تعداد آراء ۲۹٬۲۶۶ درصد آراء ۶۹٫۵۰